# Gnejusz Sencjusz Saturninus (konsul 4 n.e.)
Gnejusz Sencjusz Saturninus, Gnaeus Sentius Saturninus, był rzymskim politykiem na początku I w n.e.

## Rodzina
Był synem Gajusza Sencjusza Saturninusa i towarzyszył ojcu wraz z braćmi gdy ten był namiestnikiem Syrii.
Został konsulem dodatkowym (consul suffectus) w 4 n.e., gdy jego brat noszący takie samo imię jak ojciec, Gajusz Sencjusz Saturninus, w tym samym roku był konsulem zwyczajnym (consul ordinarius).
Miał syna o takim samym imieniu, Gnejusza Sencjusza Saturninusa, który był konsulem zwyczajnym w 41 n.e.

## Legat Syrii
Zaraz po śmierci Germanika w 19 n.e., legaci i senatorowie naradzali się pomiędzy sobą, kto ma zostać namiestnikiem Syrii. Długo ważył się wybór między Wibiuszem Marsusem a Gnejuszem Sencjuszem, ale Marsus ustąpił Sencjuszowi, który był starszy i gorliwiej o to stanowisko zabiegał.
Do tego czasu gubernatorem Syrii był Gnejusz Kalpurniusz Pizon, który był powszechnie podejrzewany o otrucie Germanika. Wiadomość o jego śmierci dosięgła Pizona gdy był na wyspie Kos i napływali doń setnicy z oświadczeniem gotowości i przychylności legionów, by wracał do prowincji, którą miano mu bezprawnie odebrać. Natomiast jego syn, Marek Pizon, radził mu żeby spieszył do stolicy, gdyż powrót do Syrii będzie groził wybuchem wojny domowej i jego zwolennicy nie wytrwają przy nim. Jednakże Domicjusz Celer, jeden z najbliższych jego przyjaciół, nalegał żeby odzyskać prowincję. Pizon, przekonany tym, postanowił formować manipuły i objąć z powrotem dowództwo nad armią, w szczególności nad VI legionem Ferrata stacjonującym w Syrii. Nie udało mu się to jednak i Sencjusz o tym Pizona listownie uświadomił, przestrzegając także, żeby nie starał się prowincji odzyskać. Sencjusz zaczął skupiać także wszystkich, o których wiedział, że przechowują dobrą pamięć o Germaniku. Tak stanął na czele silnego i gotowego do boju oddziału.
W tej sytuacji Pizon zajął mocno warowny zamek w Cylicji, zwany Celenderis, z pomocą wojsk posiłkowych, które mu królowie cylicyjscy przysłali. Oświadczył wobec nich, że Sencjusz przeszkadza mu objąć nadaną mu przez cesarza prowincję. Następnie uczynił bezowocną próbę zaatakowania floty, która w małej odległości stała na kotwicy. Wrócił więc do zamku i z murów zaczął nakłaniać żołnierzy do buntu, bijąc się w piersi, wzywając poszczególnych żołnierzy po imieniu i wabiąc nagrodami. Tak dalece ich poruszył, że chorąży VI legionu ze sztandarem do niego przeszedł. Wtedy Sencjusz kazał zadąć w rogi i trąby, nanieść ziemi na nasyp, przystawić drabiny i wspinać się najbardziej zdecydowanym, a innym wyrzucać z kusz groty, kamienie i żagwie. Wreszcie złamany w swym uporze poprosił, aby mu po wydaniu broni wolno było tak długo w zamku pozostać, aż się zasięgnie rady Tyberiusza, komu zechciałby Syrię powierzyć. Warunków nie przyjęto i nie przyznano mu nic więcej ponad okręty i bezpieczną do stolicy jazdę. Po powrocie do Rzymu Pizon został oskarżony o bezprawne opuszczenie prowincji oraz zdradę i postawiony przed sądem. Popełnił więc samobójstwo.